# Fritz Karl
Fritz Karl (Gmunden, 21 dicembre 1967) è un attore austriaco.

## Filmografia parziale
- Un avvocato per papà (Geküsst wird vor Gericht), regia di Zoltan Spirandelli – film TV (2006)
- Il destino di un principe (Kronprinz Rudolf/Kronprinz Rudolfs letzte Liebe), regia di Robert Dornhelm – film TV (2006)
- Die Zeit, die man Leben nennt, regia di Sharon von Wietersheim – film TV (2008)
- Aenne Burda - La donna del miracolo economico (Aenne Burda: Die Wirtschaftswunderfrau), regia di Francis Meletzky – miniserie TV (2018)
- Meiberger - Im Kopf des Täters - serie TV, 20 episodi (2018-...)

## Doppiatori italiani
- Massimo Rossi in Un avvocato per papà
- Francesco Prando in Aenne Burda - La donna del miracolo economico